# Liam Cunningham (Politiker)
Liam Cunningham (* 25. Januar 1915; † 29. Februar 1976) war ein irischer Politiker der Fianna Fáil, der zwischen 1951 und seinem Tode 1976 Abgeordneter (Teachta Dála) des Dáil Éireann, des Unterhauses des Parlaments (Oireachtas) war. Er war zudem von 1970 bis 1973 Parlamentarischer Sekretär beim Minister für lokale Verwaltung.

## Leben
Liam Cunningham wurde bei der Wahl am 30. Mai 1951 für die Fianna Fáil im Wahlkreis Donegal East mit 3214 Stimmen (9,33 Prozent) auf dem vierten Platz erstmals zum Abgeordneten (Teachta Dála) des Dáil Éireann gewählt, des Unterhauses des Parlaments (Oireachtas). Bei den darauf folgenden Wahlen am 14. Mai 1954 wurde er mit 5359 Stimmen (16,25 Prozent) sowie am 5. März 1957 mit 6188 Stimmen (19,88 Prozent) jeweils mit dem zweitbesten Ergebnis in diesem Wahlkreis wiedergewählt.
Bei der Wahl am 4. Oktober 1961 wurde Cunningham für die Fianna Fáil im Wahlkreis Donegal North East mit 5686 Stimmen (24,19 Prozent) auf dem zweiten Platz in diesem Wahlkreis wieder zum Teachta Dála wiedergewählt. Bei den darauf folgenden Wahlen am 7. April 1965 wurde er mit 6039 Stimmen (23,8 Prozent), am 18. Juni 1969 mit 6903 Stimmen (24,08 Prozent) und am 28. Februar 1973 mit 6704 Stimmen (23,49 Prozent) jeweils auf dem zweiten Platz in diesem Wahlkreis wiedergewählt und gehörte dem Dáil Éireann bis zu seinem Tode am 29. Februar 1976 an. Zugleich war er vom 3. Mai 1965 bis zum 24. April 1967 Mitglied der Beratenden Versammlung des Europarates.
Als Nachfolger von Paudge Brennan übernahm Liam Cunningham in der Regierung Lynch II vom 9. Mai 1970 bis zum 5. Februar 1973 sowie zwischen dem 2. März und dem 14. März 1973 das Amt als Parlamentarischer Sekretär beim Minister für lokale Verwaltung und war damit engster Mitarbeiter des Ministers für lokale Verwaltung Bobby Molloy. Bei der nach seinem Tode notwendigen Nachwahl (By-election) im Wahlkreis Donegal North East am 10. Juni 1976 wurde Patrick „Paddy“ Keaveney, der für die Independent Fianna Fáil (IFF) kandidierte, mit 9986 Stimmen (31,12 Prozent) gewählt.